# ليز ألين
ليز ألين (بالإنجليزية: Liz Allen)‏ هي صحفية وكاتِبة أيرلندية، ولدت في 1969 في دبلن في جمهورية أيرلندا.